# B-52 (カクテル)
B-52（ビー52）はコーヒー・リキュールをベースにしたカクテル。ショットグラスにプース・カフェスタイルで提供される。

## 由来
B-52の考案者と名前の由来については諸説あり、はっきりしていない。
- アメリカ合衆国アルバータ州のバンフ・スプリングス・ホテルでチーフバーテンダーを勤めていたピーター・フィッチ（英語: Peter Fich）が1977年に考案した。フィッチは創作カクテルに自分のお気に入りのバンド名、アルバム名、曲名にちなんだ名前を付けており、バンドのB-52'sが由来と考えられる[2][3][4]。
- アメリカ合衆国ニューヨーク市のマクスウェルズ・プラム（英語版）のバーテンダーであるアダム・ホニグマン(英語: Adam Honigman)が1976年に考案した[2][3]。

## レシピの例
材料
1. コーヒー・リキュール - 20ml
2. ベイリーズ - 20ml
3. コアントロー（オレンジ・キュラソー） - 20ml

作り方
1. ショットグラスに下から、コーヒー・リキュール、ベイリーズ、コアントローの順に混ざらないように注ぐ。

## ギャラリー

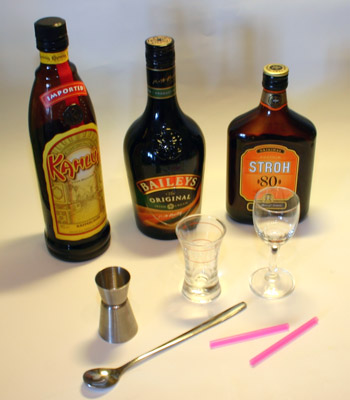
B-52の材料
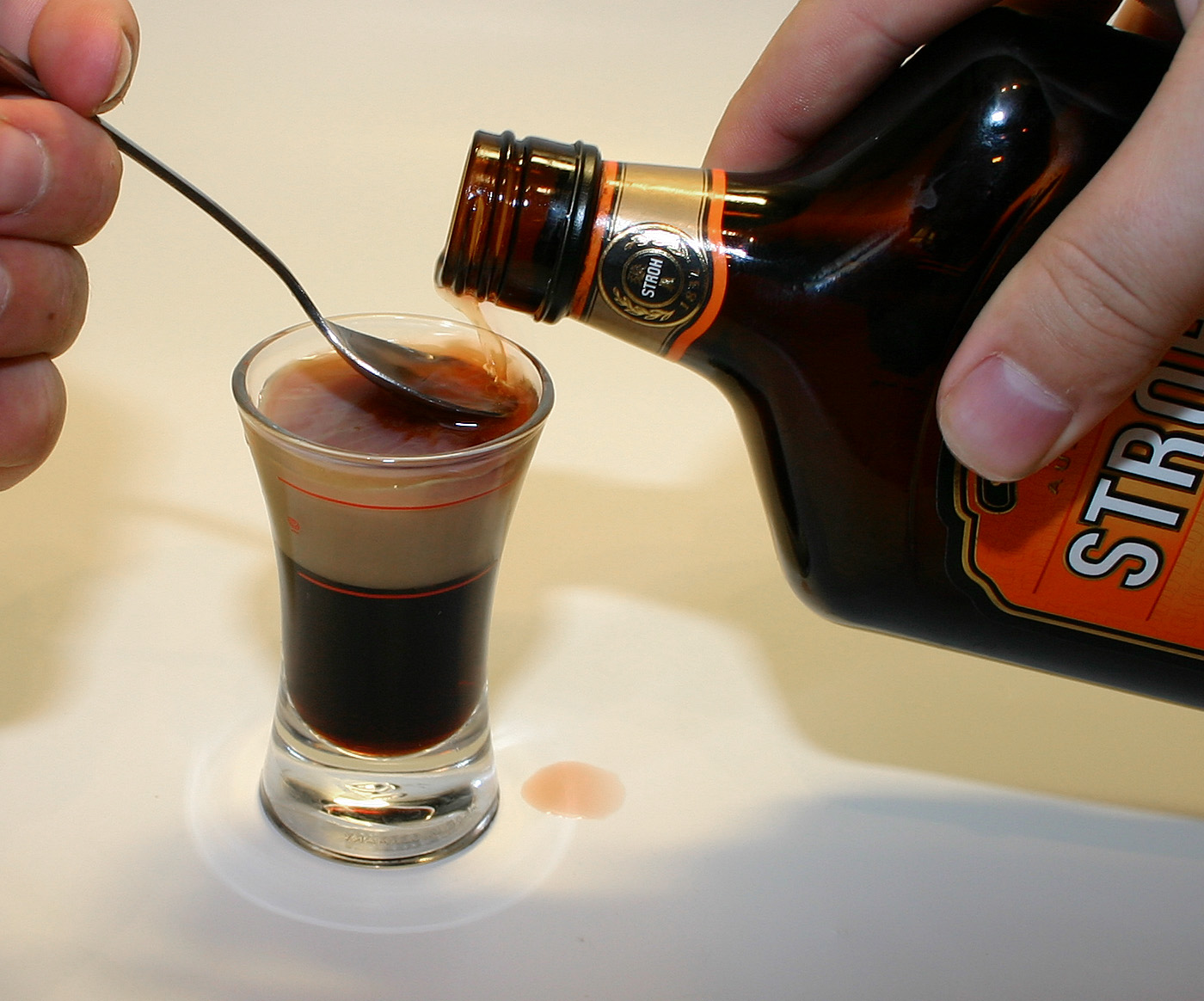
作成中のB-52

## 別レシピ
材料
- コーヒー・リキュール - 20ml
- ベイリーズ - 20ml
- オレンジ・キュラソー - 20ml
- バニラ・アイスクリーム - 1ディッシャー（約70ml）

作り方
1. 材料を全てバー・ブレンダーでミキシングする。
2. カクテルグラスやソーサー型シャンパングラスに注ぐ。

## バリエーション
- B-51 - コアントロー（オレンジ・キュラソー）をフランジェリコに替える。
- B-52 with Bomb Bay Doors - 4層めにボンベイ・サファイア（ジン）を追加する。
- B-52 in the Desert - ベイリーズをテキーラに替える。B-52 with a Mexican Tailgunnerとも。Tailgunnerは尾部銃手の意。
- B-52 with a Full Payload - 4層めにフランジェリコ、5層めにバカルディ151（アルコール度数75.5度のラム酒）を追加する。
- B-53 - ベイリーズをサンブーカに替える。
- B-54 - コアントローをアマレットに替える。
- B-55 - コアントローをアブサンに替える。B-52 Gunshipとも。Gunshipはガンシップの意。
- B-57 - ベイリーズをペパーミントシュナップスに替える。
- B-156 - ロックグラスに3倍量でB-52を作る。